# Clotaire Ier
Clotaire Ier dit le Vieux (ou Chlotar, Clothar, Chlotochar ou Hlothar), né vers 498, mort le 29 novembre ou le 31 décembre 561, est un roi franc de la dynastie des Mérovingiens, fils de Clovis, roi des Francs.
Clotaire devient roi de Soissons en 511, roi d'Orléans en 524, roi des Burgondes en 534, roi des Francs de l'Est en 555, roi de Paris en 558 ; entre 558 et 561, il est seul à la tête du royaume des Francs réunifié comme sous le règne de Clovis.

## Introduction

### Fonctionnement des mariages et des successions

#### Le mariage chez les Francs
Les Francs, comme les autres peuples germains, pratiquent l'endogamie au sein de la Sippe ou clan (groupe de parenté étendu). Le mariage y prend plusieurs formes. Le père est le chef de la famille et exerce son autorité (mundium ou munduburdium) sur ses femmes, ses enfants, ses esclaves. Il a le pouvoir d’accepter ou de refuser les mariages de chaque membre de sa familia. Les jeunes nobles francs pratiquent une éducation sentimentale auprès des esclaves de leur familia ou des filles de leurs proches. Il en résulte souvent plusieurs mariages avec ces épouses de jeunesse (friedelfrau), qualifiées d’épouses de second rang ou d’épouses morganatiques. Ce type de mariage, la friedelehe, est généralement hypergamique et est conclu de façon privée entre le mari et la femme.
Le chef de famille peut décider d’établir pour les jeunes Francs arrivés à maturité, des mariages avec des épouses prestigieuses dites de premier rang. Ce type de mariage, célébré en public, permet le rapprochement des familles, assurant une alliance diplomatique. Cette polygynie entraîne la confusion chez les chrétiens traditionnellement monogames, qui appliquent naturellement le droit matrimonial romain et qualifient à tort ces épouses de concubines ou de maîtresses, croyant leurs enfants illégitimes. Or, les enfants issus des différents mariages sont tous égaux en matière de succession. Le père garde cependant le droit d’écarter de sa succession les enfants de son choix.

#### La politique matrilinéaire de parentèle
Afin d'étendre son influence et d'agrandir son domaine, Clotaire pratique une politique de famille large, nommée parentèle dans les lois germaniques. Le but recherché est de maintenir la paix et d'assurer la conservation du patrimoine que constitue le royaume et les territoires conquis, considéré comme propriété personnelle suivant la pratique de la patrimonialité, pour sa descendance. En multipliant les unions avec différentes épouses, le roi renforce le lien avec ses « ventres de souveraineté » qui sont au centre du système matrilinéaire germanique. Le mélange de leur sang les lie en un groupe uni à vie, garantissant ainsi que ses enfants à naître héritent du patrimoine parental, ceci à la condition que les différentes épouses n'aient pas eu d'enfants lors de mariages antérieurs. Le roi pouvait toujours se débarrasser des enfants non issus « de sa propre semence ».

#### La succession dans la dynastie mérovingienne
Dans la tradition germanique, le mode de succession des rois sur le trône, la tanistry (nom celtique désignant la succession par le cadet et non par le fils), se fait entre frères, de l'aîné au benjamin, puis aux oncles et aux neveux. Mais depuis le règne de Clovis Ier, la loi salique impose le partage du royaume entre les fils du roi.
Contrairement au mode de succession par primogéniture qui régit la succession au trône du père au fils aîné, comme sous la dynastie capétienne, le royaume est divisé entre autant de fils que le roi a, afin que chacun puisse régner. La division du Regnum Francorum engendre des sous-royaumes (états séparés) distincts, permettant à chaque prince d'exercer une royauté complète dans le sous-royaume attribué, plutôt que de diviser l'exercice du pouvoir avec les autres princes sur l'ensemble du territoire.

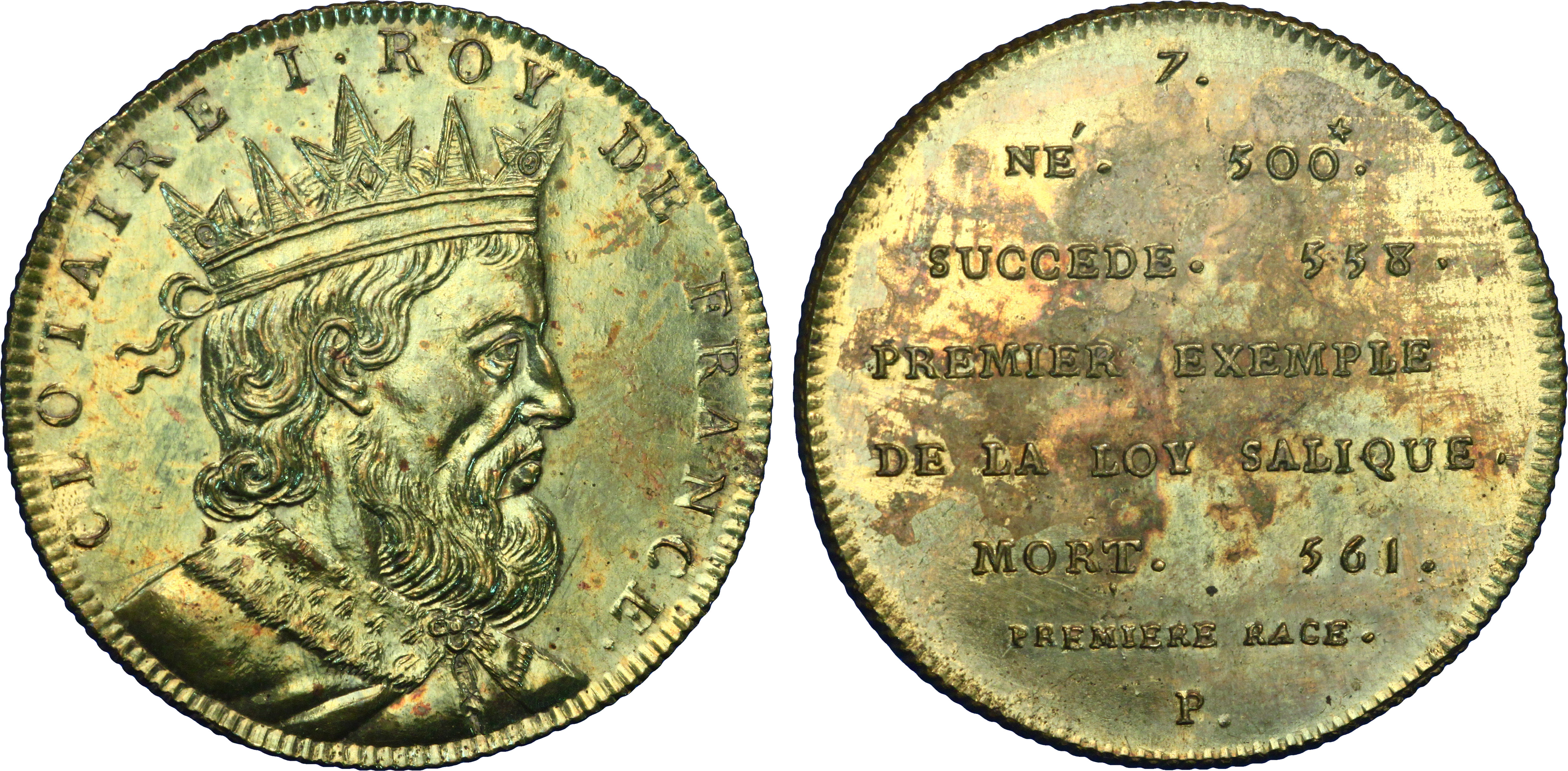
Buste imaginaire de Clotaire Ier frappé sous Louis XVIII.

## Biographie

### Enfance
Clotaire est le cinquième fils de Clovis et le quatrième de la reine Clotilde. Son nom signifie « Armée de gloire » en vieux haut-allemand.

### Partage du royaume des Francs (511)

La division de la Gaule en 511.

Après la mort de Clovis survenue le 27 novembre 511, le royaume des Francs est partagé entre Clotaire et ses trois frères : Thierry Ier, Clodomir et Childebert Ier.
En raison du droit de la mère (Mutterrecht), il est attribué aux différentes reines, pour leurs fils, une portion de royaume en tenant « la balance égale ». Clovis ayant eu deux épouses, le royaume est d'abord divisé en deux. L'aîné, Thierry, fils de la première épouse, est largement avantagé en recevant le royaume de Reims.
Clotaire partage la deuxième moitié avec ses deux autres frères. Clotaire reçoit la partie nord, Childebert la partie centrale (royaume de Paris) et Clodomir la partie sud (royaume d'Orléans).
Le royaume de Clotaire se compose de deux parties, l'une en Gaule belgique, correspondant au royaume des Francs saliens, où il établit sa capitale à Soissons et qui comprend les diocèses d'Amiens, d'Arras, de Saint-Quentin et de Tournai, l'autre en Gaule aquitaine comprenant les diocèses d'Agen, Bazas et Périgueux.

### Les années 520

#### Échec de la guerre contre les Burgondes (523-524)
En 516, la mort de Gondebaud amène sur le trône burgonde son fils Sigismond, converti au catholicisme. Sa politique antiarienne, en particulier l'exécution de son fils Sigéric (petit-fils de l'Ostrogoth Théodoric), le met en position de faiblesse, ce qui incite les rois francs à lancer une offensive, sauf Thierry, marié à une fille de Sigismond.
En 523, quand la jeunesse les tenait tranquille, Thierry, Clodomir, Childebert et Clotaire attaquèrent Sigismond, roi de Bourgogne, fils de leur grand-oncle Gondebaud, comme détenteur injuste du bien de leur mère. Clodomir fut celui des frères qui eut la plus grande part à cette guerre ; il prit Sigismond, et le fit mourir avec sa femme et ses enfants. Mais son frère Godomar le remplace sur le trône avec le soutien de l'aristocratie et les Francs sont obligés de repartir.
Une nouvelle campagne a lieu en 524, incluant cette fois Thierry. Les Francs s'avancent jusqu'à la vallée de l'Isère, mais, le 25 juin 524, subissent une défaite grave lors de la bataille de Vézeronce (ou de Voirons), au cours de laquelle Clodomir meurt mais que ses soldats remportent. Néanmoins, les Francs quittent le royaume burgonde et Godomar reprend le pouvoir, qu'il conserve jusqu'en 534.

#### Mariage de Clotaire avec Gondioque (reine d'Orléans)
Clotaire épouse alors Gondioque, la veuve de Clodomir, ce qui lui assure la possession du trésor de Clodomir et lui assure les droits que détient Gondioque en tant que seule héritière du roi Godégisile ; la loi gombette permet à une fille d'hériter des terres en l'absence de fils. Mais cela ne suffit pas pour obtenir le territoire de son défunt frère : la loi salique impose normalement le partage du royaume entre les fils de Clodomir.

#### Mariage de Clotaire avec Arnégonde
Ingonde lui ayant demandé de trouver un mari digne de sa haute lignée à sa sœur Arnegonde, le roi ne trouve finalement pas meilleur prétendant que lui-même, et décide d'épouser Arnégonde. Elles devront vivre ensemble jusqu'au décès d'Ingonde vers 546.

### Les années 530-540

#### Campagne de Thuringe (531)
En 531, Hermanfred, roi des Thuringiens, a promis à Thierry une partie du royaume de Thuringe s'il l'aide à se débarrasser de son frère Baderic. Thierry accepte, mais se trouvant lésé après la victoire, il fait appel à Clotaire pour se venger de Hermanfred.
Leur alliance leur permet de conquérir la Thuringe qui se retrouve annexée au royaume des Francs. Lors du partage du butin, les deux rois se disputent âprement la princesse Radegonde, mais finalement, Clotaire la récupère, du fait qu'elle a été capturée par ses hommes.

#### La princesse Radegonde

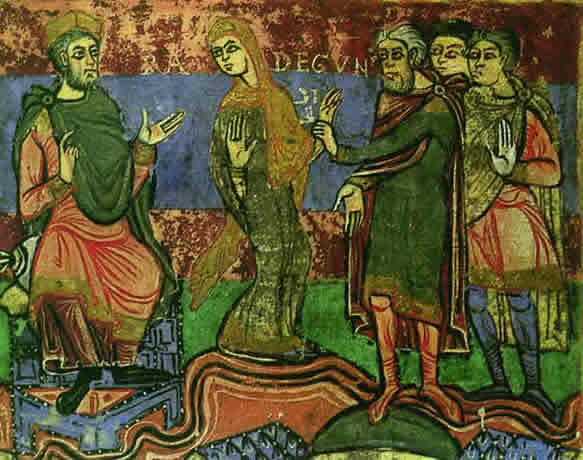
Radegonde est amenée devant Clotaire. Vie de sainte Radegonde, XIe siècle. Bibliothèque municipale de Poitiers.

Il la fait conduire dans la villa royale d’Athies en Vermandois. Lorsque Clotaire veut la recevoir à Vitry-en-Artois, elle profite de la nuit pour s’enfuir avec des compagnons.

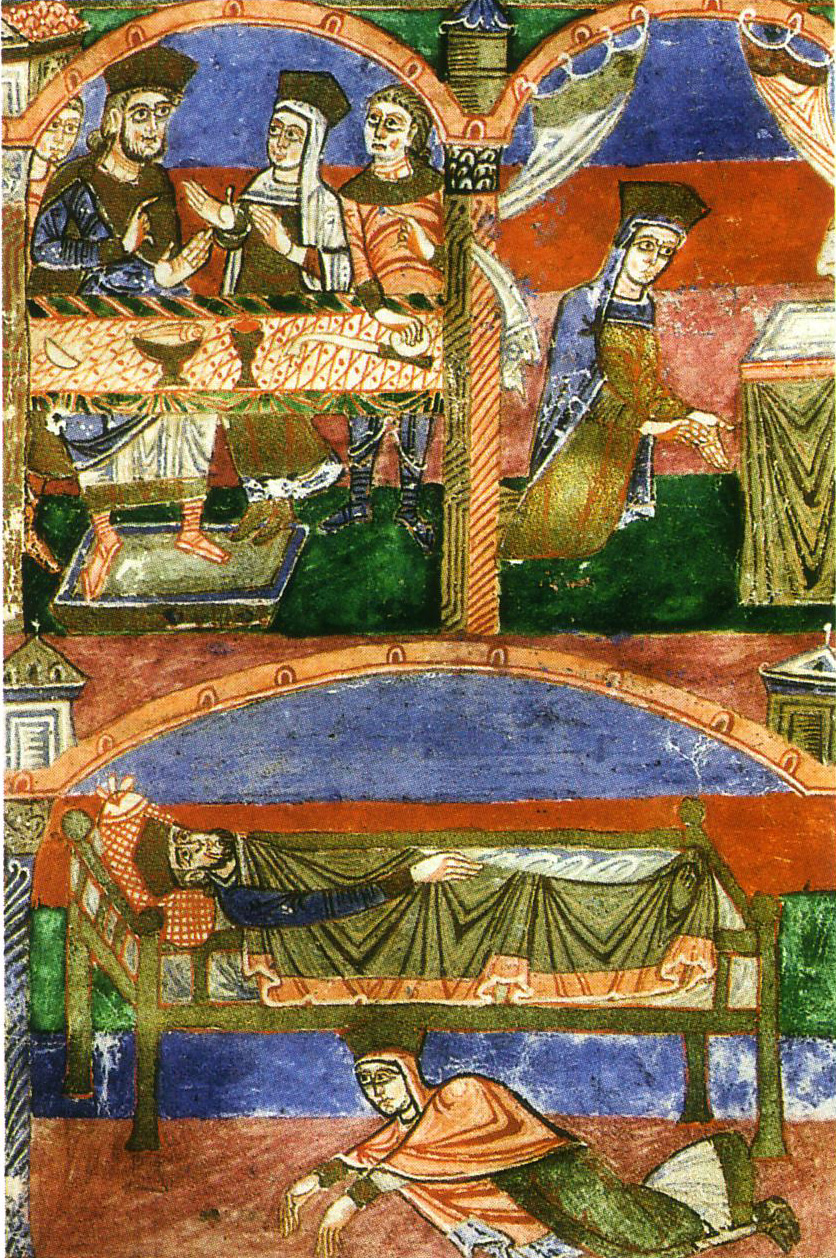
Les noces de Radegonde (en haut à gauche), Radegonde en prière (en haut à droite), Radegonde en prière prosternée à côté du lit conjugal (case du bas). Vie de sainte Radegonde, XIe siècle. Bibliothèque municipale de Poitiers.

En 538, elle est amenée à Soissons pour épouser le roi, en tant que « reine non illégitime mais légitime », qui voit se conforter sa domination sur la Thuringe,. Néanmoins, elle évite la pompe royale et tente de rester proche de Dieu. Alors que le statut de reine rendait nécessaire le maintien de son rang par une apparence vestimentaire illustrant la prospérité et la puissance du mari qui utilisait ce « trésor animé » comme une vitrine, durant les banquets, Radegonde reste en vêtements simples, afin d'affirmer son humilité chrétienne. Elle refuse de succomber au faste alimentaire, un serviteur dut prendre le pain pour le donner aux pauvres. Elle trouve également des prétextes pour se retirer et aller chanter des psaumes et se lève la nuit pour s'étendre en prière jusqu'à en geler. Une fois revenue dans sa chambre, elle évite le roi en se gardant de retourner dans le lit ou de se réchauffer auprès du foyer. Cette attitude irrite Clotaire qui s'entend dire avoir épousé une moniale plutôt qu'une reine, provoquant des disputes que Radegonde tente de calmer. La vocation spirituelle de Radegonde faisant passer prioritairement Dieu par rapport au roi, finit par rendre Clotaire insultant lorsque, se sentant négligé, il réclame son épouse à sa table, ce qui l'oblige à racheter ses paroles par des cadeaux. Elle arrive cependant à jouer un rôle en influençant, par l'intermédiaire des flatteurs, la justice du roi en faisant appel à sa clémence vis-à-vis des condamnés à mort. La mort de son frère Hermanfred, assassiné sur ordre du roi, la pousse à quitter Clotaire, qui la laisse rencontrer saint Médard à Noyon. L'évêque Médard, invoquant l'union sacrée entre les époux mais aussi à cause de violences perpétrées par les Grands, lui oppose un refus pour une consécration moniale. Radegonde finit par l'emporter sur Médard en lui faisant craindre les foudres du Seigneur, celui-ci la consacre alors diaconesse. Elle part vivre dans la villa royale de Saix en Poitou, qui avec la villa d'Athies, constitue une propriété acquise par dot[source insuffisante]. Au bout d'un an, des rumeurs viennent aux oreilles de la reine disant que Clotaire souhaite la ramener à Soissons. Elle demande alors à un ermite nommé Jean qui s'est emmuré pour vivre reclus, de prier pour elle et pour « ce qui la terrifiait, car, si le roi persistait en son dessein, la reine préférait mourir plutôt que d'être réunie à un roi de la terre après avoir connu les embrassements du Roi du Ciel ». Le lendemain, Jean annonce le bon fondement des rumeurs « mais Dieu ne permettrait pas leur accomplissement et le jugement divin châtierait le roi avant qu'il l'eût reprise comme son épouse ». En effet, Clotaire vient pour tenter de reprendre Radegonde par la force mais, avertie de son arrivée, elle prend la fuite à travers champs, accompagnée d'Agnès et de Disciola. C'est à ce moment que se produit le « miracle des avoines » célébré le 28 février, dont les premières sources écrites datent du XIVe siècle et que le diocèse de Poitiers commémore le mois de mars sous le nom de « sainte Radegonde des avoines ». En sortant de Saix, elle dit à un paysan semant de l'avoine : « Mon ami, si aucun te demande si tu as vu passer par ici aucune personne, réponds fermement que, dès le temps que tu semais cette avoine, ni homme ni femme n'est passé par ici ». Au moment même où ses paroles furent prononcées, le grain à peine semé se mit à croître jusqu'à taille adulte, ce qui permit aux trois compagnes de se cacher dans le champ. Lorsque Clotaire arrive, celui-ci questionne le paysan qui lui confesse le miracle. Clotaire « fut plus émerveillé que jamais et de là s'en retourna, considérant qu'il était plus licite de laisser sa propre épouse que d'offenser la clémence divine »[source insuffisante]. Elle préfère se retirer dans un couvent, plutôt que de vivre à ses côtés. Elle fonde à Poitiers l'abbaye Sainte-Croix, premier monastère de femmes d'Europe. Elle est ensuite canonisée sainte Radegonde.

#### Partage du royaume d'Orléans (532)
Pour éviter que le royaume d'Orléans ne revienne à ses neveux, Clotaire s'allie à Childebert Ier en 532 pour organiser l'assassinat des trois jeunes héritiers.
Ils envoient Arcadius, petit-fils de Sidoine Apollinaire, auprès de Clotilde avec une paire de forces (ciseaux) et une épée nue. Il demanda alors à la reine ce que devaient faire ses fils avec leurs neveux : les laisser vivre comme moines ou les étrangler. La coutume germanique non-écrite reconnaissait une autorité de chef de la lignée à la reine, le mutterrecht (droit de la mère). Or dans la tradition germanique, le mode de succession des rois sur le trône, la tanistrie (nom celtique désignant la succession par le cadet et non par le fils), se faisait entre frères, de l'aîné au benjamin, puis aux oncles et aux neveux. Le risque de la tonte pouvait engendrer une guerre civile, les cheveux longs, symbole de royauté chez les Francs, finissant toujours par repousser, Thibaut, Gunthar et Clodoald auraient pu revendiquer le trône un jour ou l'autre. Aussi il était de son devoir de laisser s'appliquer la tanistry. Écœurée, Clotilde répondit que s'ils ne devaient pas régner, alors elle préférait les voir morts que tondus.

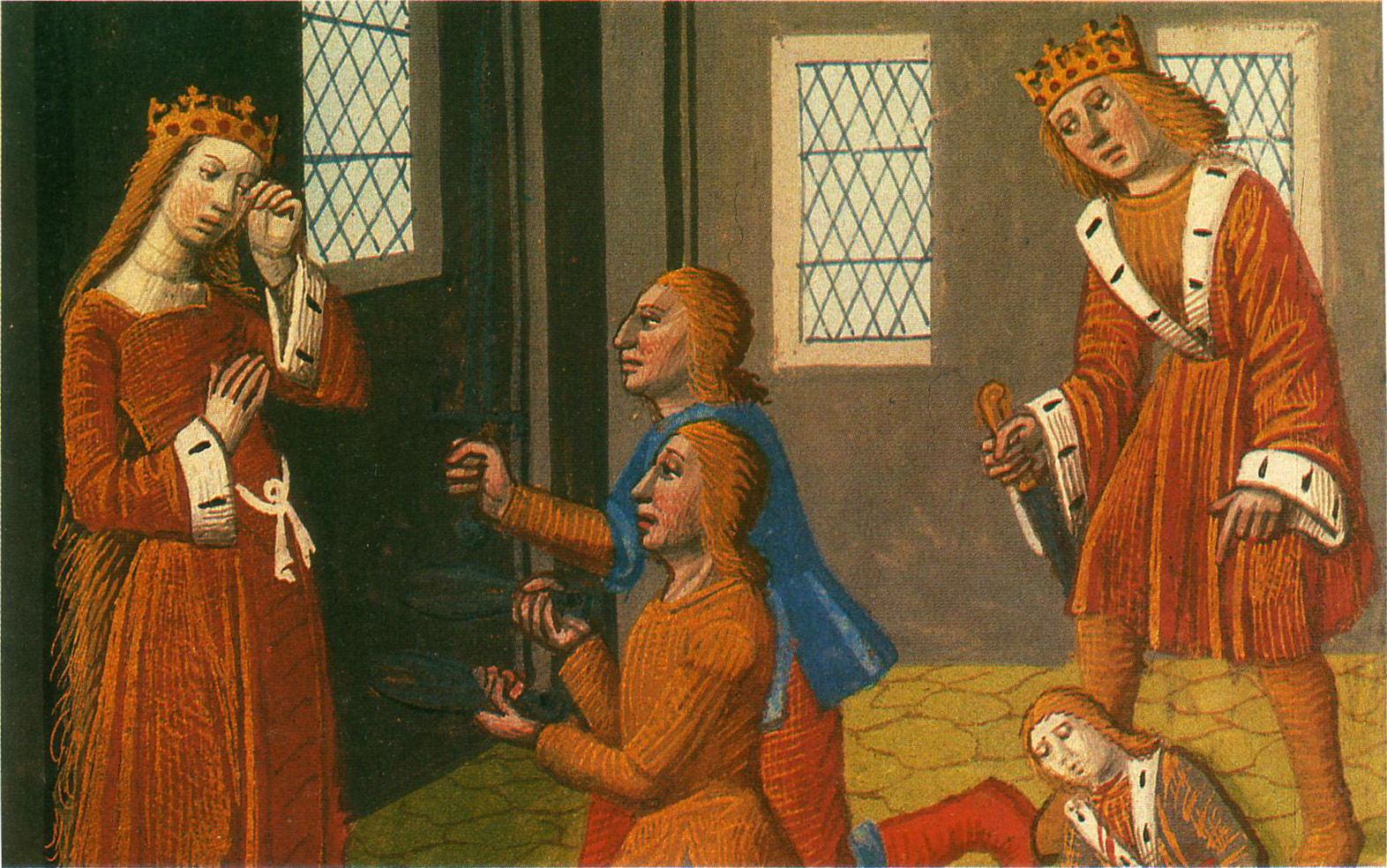
Assassinat de Thibaut et Gunthar. Manuscrit du XVe siècle. Chroniques de France, bibliothèque nationale, Paris.

Les deux oncles massacrèrent les enfants de Clodomir : Clotaire assassina Thibaut d'un coup de couteau dans l'aisselle. Gunthar se jeta aux pieds de Childebert qui se mettait à pleurer et faillit céder aux suppliques de son neveu. Mais Clotaire lui fit remarquer qu'il était à l'initiative de l'entreprise. Childebert rejeta alors Gunthar contre son frère qui le poignarda et l'étrangla. Thibaut et Gonthaire avaient respectivement dix et sept ans. Le dernier, Clodoald resta en vie en parvenant à s'enfuir, caché par des partisans fidèles. Il renonce à sa part, et choisit la vie monastique. Clotaire et Childebert peuvent alors librement se partager le territoire de leur frère. Thierry Ier, quant à lui s'empare d'une partie de l'héritage constitué de l'Auxerrois, du Berry et du Sénonais.

#### Conquête du royaume des Burgondes (534)
Dès 532, Childebert et Clotaire s'emparent d'Autun et en chassent Godomar III, frère de Sigismond. En 534, la mort d'Athalaric engendre une crise de succession dans le royaume Ostrogoth, allié des Burgondes. Clotaire, Childebert et leur neveu Théodebert en profitent cette fois pour envahir le royaume Burgonde, dénué de protecteur. Le royaume Burgonde est alors partagé entre les couronnes franques mais cette situation ne dura pas car il fut progressivement reconstitué par Clotaire Ier et, à sa mort, transmis tel quel à son fils Gontran.

#### Conquête de la Provence (537) et échecs de l'invasion de la Septimanie wisigothique (542)
L'empereur Justin 1er (518-527) propose aux Francs de s'emparer de la Provence ostrogothique en échange d'un soutien dans sa reconquête de l'Italie. Après la mort de Théodoric en 526 les rois ostrogoths notamment Vitigès leur font la même offre en échange de leur neutralité. En 537, les rois Francs Childebert et Théodebert acceptent l'offre des Ostrogoths et s'emparent de la Provence en commençant par Arles sa capitale puis Marseille, porte ouverte sur le grand commerce méditerranéen ainsi que le nord des Alpes par l'accaparement de la haute vallée du Rhin, le Main et le haut Danube avec une souveraineté sur les Alamans,. De l'ancienne Gaule romaine, il ne restait aux Francs qu'à conquérir la Septimanie wisigothique mais les campagnes successives notamment celle de 531 et de 541 ne connurent de succès durables.
Au printemps 542, Childebert et Clotaire, accompagné de trois de ses fils dont Chilpéric, conduisent une armée jusqu’en Hispanie wisigothique. Ils s’emparent de Pampelune et assiègent Saragosse, qu’ils sont finalement obligés d’abandonner après avoir conquis la plus grande partie du pays à cause de l’armée du roi Theudis qui les poursuit au-delà des Pyrénées.

#### Péripéties familiales
Les Francs voulant récupérer les conquêtes de Clovis que les Goths avaient reprises, Théodebert et Gonthier, fils aîné de Clotaire, sont envoyés pour réclamer les terres. Mais parvenu à Rodez, Gonthier retourne sur ses pas pour une cause inexpliquée, pendant que Théodebert s'empare des places fortes de Dio-et-Valquières et Cabrières.
Clotaire profite de l'agonie de Thierry, gravement malade, pour tenter de récupérer son royaume, avec l'aide de Childebert. Mais Théodebert, alors occupé à assujettir Arles, retourne précipitamment auprès de son père Thierry qui décède quelques jours après son arrivée. Soutenu par ses leudes, Théodebert réussit à conserver son royaume et réfrène l'avidité de ses oncles en les comblant de dons.
Clotaire se voit contraint de se réfugier dans une forêt pour se protéger d'une alliance que Childebert et Théodebert ont conclue contre lui. Tandis qu'ils assiègent Clotaire, une tempête ravage le matériel, met en fuite les chevaux, et désorganise l'armée. Ils abandonnent alors le siège et concluent la paix avec Clotaire.
La mort de la fille de Théodoric le Grand et d'une sœur de Clovis Ier, qui a été assassinée par le roi des Ostrogoths Théodat, pour venger le crime que cette « prostituée » avait perpétré contre sa propre mère, fait l'objet d'un chantage diplomatique de la part des rois Francs. Ceux-ci exigent le versement d'une rançon en guise de compensation. Théodat leur envoie donc 50 000 pièces d'or que Childebert et Thibert interceptent et se partagent entre eux de sorte que Clotaire n'ait rien. Mais ce dernier ayant fait main basse sur le trésor de Clodomir, il leur avait volé beaucoup plus d'argent qu'eux ne purent voler.
Le 3 juin 548, Clotilde meurt dans la ville de Tours. Childebert et Clotaire la font transporter par un cortège funèbre dans la basilique des Saint-Apôtres pour y être ensevelie aux côtés de son époux, le roi Clovis Ier, et de sainte Geneviève.

### Les années 550

#### Le rattachement du royaume de Thibaut (555)
Thibaut (fils de Thibert et petit-fils de Thierry Ier) meurt sans descendance en 555. Clotaire se rend immédiatement sur place pour prendre possession du royaume de son défunt petit-neveu, cela au mépris du partage prévu par la loi salique avec son frère. Il épouse alors Vuldetrade, veuve de Théodebald et fille du roi Lombard Waccho. Il s’assure ainsi de la succession en douceur auprès des Grands du royaume, ainsi que d’une alliance avec les Lombards établie depuis le règne de Thibert. Mais les évêques condamnent ce mariage incestueux et Clotaire accepte de délaisser Vuldetrade pour la donner en mariage au duc Bavarois Garibald, lui permettant ainsi de renforcer l’entente avec ce peuple. L’âge avancé de Clotaire expliquerait sa sensibilité face aux hommes de Dieu. Pour compenser la rupture du mariage avec Vuldetrade, Clotaire donne à marier au prince Alboïn, futur roi des Lombards, sa fille Clodoswinthe. Condat, le domesticus (grand administrateur du palais) du roi Thibaut conserve ses fonctions après le rattachement du royaume.

#### Soumission des Saxons et de la Thuringe
En 555, il affronte et anéantit les Saxons révoltés, peuples situés dans la haute vallée de la Weser, l'Elbe, et le littoral de la mer du Nord. En guise de soumission, Clotaire leur impose de verser au fisc (terre, forêt ou mine appartenant à la couronne) un tribut annuel de cinq cents vaches. Il effectue à la suite une expédition punitive contre la Thuringe qui a aidé les Saxons.
Entre 555 et 556, les Saxons, peut-être à l'incitation de Childebert, se révoltent à nouveau. Face aux Saxons, Clotaire préfère parlementer et éviter un massacre, car ceux-ci acceptent de continuer le versement d'un tribut malgré un refus antérieur. Mais ses hommes, pleins d'intentions belliqueuses et désireux d'en découdre, contestent sa décision. Les pourparlers cessent lorsque les soldats de sa troupe le forcent, par injures et menaces de mort, à se jeter sur les Saxons. Après un carnage abominable, les Saxons et les Francs font la paix, qui est peut-être le fruit d'une sanglante défaite.

#### La mise sous tutelle de l'Auvergne
L’Auvergne, autrefois province romaine prospère, qui avait résisté aux Wisigoths et avait espéré des Francs qu’ils seraient de meilleurs maîtres, s’était opposée à Thierry qui, en représailles, la ravagea. Thibert l’avait ensuite pacifiée en la faisant gouverner par des sénateurs Auvergnats et en épousant une gallo-romaine de Cabrières. Afin d’anticiper un possible soulèvement, à la suite du décès de Thibaut, Clotaire envoie son fils Chramn prendre possession de l’Auvergne pour surveiller cette région ainsi que l’Aquitaine première. Ce dernier a pour consigne de résider à Clermont de mater les turbulences de la région, et de régler une question épiscopale. Il s’agit peut-être du premier vice-royaume (Unterkönigtum) d’Aquitaine. Grégoire de Tours nomme Chramn rex, une monnaie a été retrouvée à Bordeaux avec l’inscription Chramnus et Chramn émet lui-même des préceptes. Son vice-royaume est composé des cités de Poitiers, Tours, Limoges et Clermont qu’il occupe l’une après l’autre. Mal conseillé et entraîné par le désir d’indépendance aquitain, il se laisse porter par le désir d’établir un royaume indépendant de celui de Clotaire. Pour y parvenir, il s’allie à Childebert qui l’encourage dans son dessein. Les cités de l'Aquitaine première lui ont probablement été accordées, c’est-à-dire Bourges, Le Puy, Javols, Rodez, Cahors, Albi et même Toulouse.
Clotaire, alors contraint de guerroyer contre les Saxons, envoie ses fils Charibert et Gontran mener une armée à la rencontre de Chramn. Ils se rendent alors en Auvergne, puis à Limoges, et enfin retrouvent Chramn à Saint-Georges-Nigremont, dans le canton de Crocq de l'actuel département de la Creuse. Leurs armées se font face au pied d'une « montagne noire » où ils incitent Chramn à rendre les terres appartenant à leur père. Il refuse et une tempête empêche la bataille. Chramn envoie un messager à ses demi-frères, les informant de la mort de Clotaire, qui se bat contre les Saxons. Charibert et Gontran se rendent aussitôt en Burgondie. La rumeur disant que Clotaire est mort en Saxe se répand dans toute la Gaule, y compris aux oreilles de Childebert qui se laisse abuser. Il se peut que cette rumeur ne soit donc pas une ruse de Chramn, avec qui Childebert est en relation. Chramn en profite alors pour étendre son influence jusqu’à Chalon-sur-Saône. Il assiège la ville et la conquiert. Il rencontre ensuite Childebert dans la place forte de Dijon mais se voit refuser l'accès à la ville.
Chramn se marie à Chalda, fille du comte d’Orléans Wiliachaire (Willacharius) qui est subordonné à Childebert.

### La réunification du royaume (558)
Le 23 décembre[citation nécessaire] 558,, Childebert meurt sans descendance d’une longue maladie, ce qui permet à Clotaire de réunifier à nouveau le Regnum Francorum de son père Clovis et de s'emparer du trésor de son frère. Il n'est cependant pas encore tout à fait seul maître du royaume puisqu'il doit triompher de son fils Chramn qui, depuis l'Auvergne, complote contre lui, cherchant l'alliance de Childebert. Ce dernier meurt et Chramn fait donc appel aux Bretons, avec lesquels il a dû s'entendre grâce au comte de Tours Willacharius[citation nécessaire], son beau-père. Ce dernier, poursuivi par Clotaire, se refugie avec sa femme dans la basilique Saint-Martin de Tours qu'il incendia.
Dénué de soutien, Chramn est obligé de se soumettre à l’autorité de son père qui lui accorde son pardon. Mais Chramn récidive en 560. Il s’enfuit avec sa femme et ses filles dans le Poher, auprès du comte de Bretagne Conomor, ancien allié de Childebert[citation nécessaire], qu’il a dû rencontrer à la cour de son oncle.

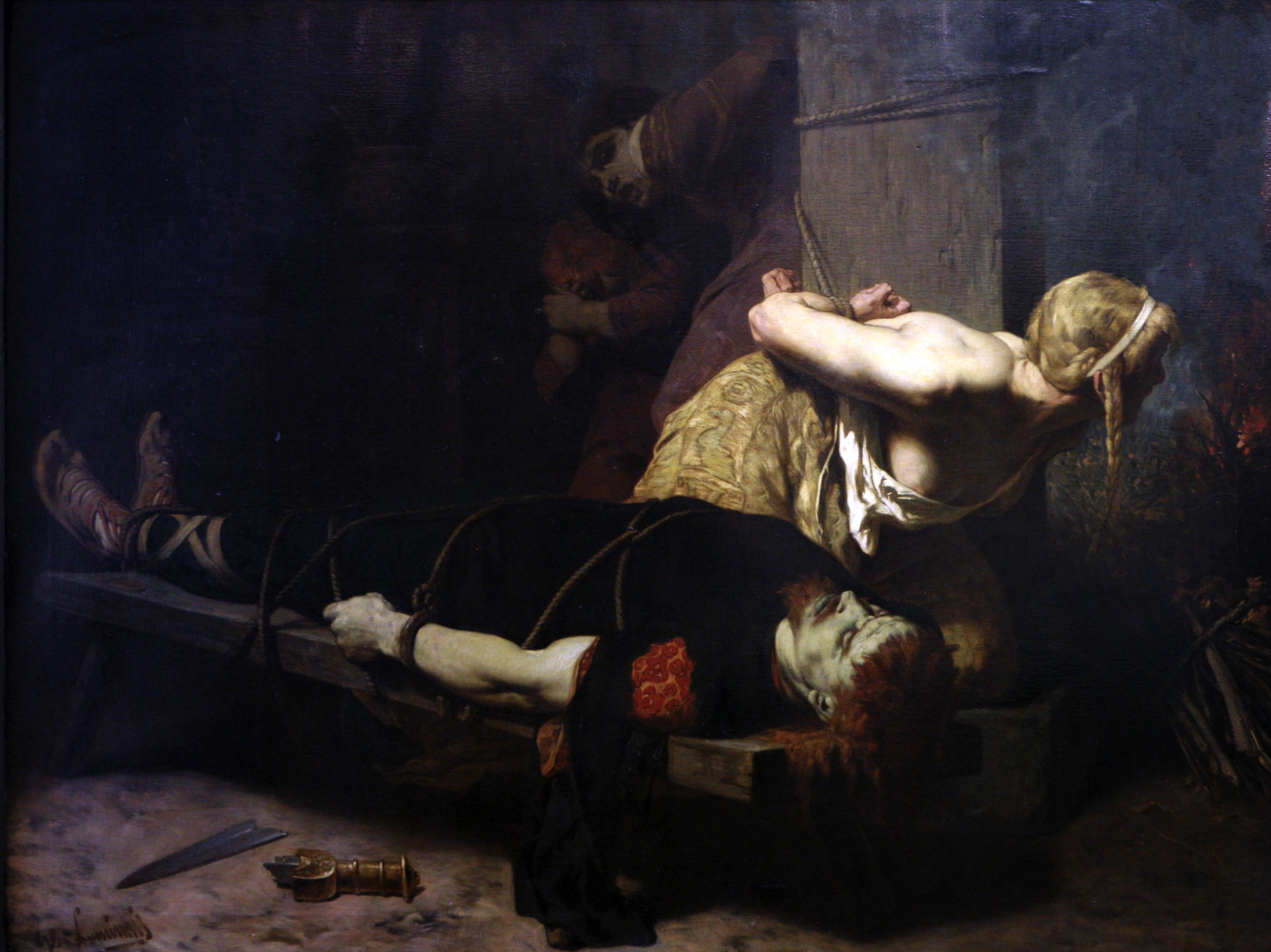
La Mort de Chramm par Évariste-Vital Luminais, musée des beaux-arts de Brest.

Entre le 1er septembre 559 et le 31 août 560, avec l’aide des Bretons, Chramn pille et détruit un grand nombre de lieux appartenant à son père. Clotaire, accompagné de son fils Chilpéric, s’avance vers la Domnonée dans laquelle il arrive en novembre ou décembre[citation nécessaire] 560. Lors de la bataille, localisée dans le territoire de Vannes près de la côte, que le duc Willachaire aurait dû disputer aux Bretons, Conomor est vaincu et tué alors qu’il tourne le dos à l’ennemi. Conomor possédait des terres des deux côtés de la Manche et Chramn avait peut-être l’intention, pour fuir Clotaire, de se réfugier en Grande-Bretagne avec le soutien de Conomor. Il s’enfuit pour prendre la mer mais tente d'abord de secourir sa femme et ses filles. Il est alors capturé et aussitôt condamné à mort. Enfermé dans une masure avec son épouse et ses filles, il y est étranglé avant que le feu ne soit mis à l'édifice. Clotaire est dès lors seul maître du regnum francorum.

### Fin de vie
En 561[citation nécessaire], Clotaire tente d'augmenter les impôts des églises malgré l'exemption accordée par le droit romain dont elles bénéficient et qui est confirmé régulièrement par les édits royaux. En effet, Childéric Ier accorda des immunités aux églises. L'évêque Injuriosus de Tours s'y refuse et Clotaire abandonne son dessein. À la mort de l'évêque, le roi le fera remplacer par un membre de sa domesticité nommé Baudin. De même, il exile l'évêque Nizier de Trèves à cause de son inflexibilité sur le droit canonique[citation nécessaire].
Ingonde et Clotaire accordent une décoration au tombeau de Saint-Germain d'Auxerre, la basilique y conserve un calice donné par la reine. Clotaire épouse encore Chunsine, puis Vulderade (555), veuve de Thibaut, son petit-neveu.
À la fin de son règne, le royaume franc est à son apogée, couvrant toute la Gaule (à l'exception de la Septimanie) et une partie de l'Allemagne actuelle.
Il meurt à la fin de l'année 561 d'une pneumonie aiguë à 60 ans, laissant son royaume à ses quatre fils qui allèrent l'enterrer à Soissons, dans la basilique Sainte-Marie qu'il avait commencé à faire construire sur le tombeau de saint Médard. Devenue abbaye Saint-Médard, victime d’un incendie qui la ravagea lors des invasions normandes au IXe siècle, détruite par les Huguenots en 1567 lors des guerres de Religion et démantelée jusqu’à la crypte à la Révolution, le tombeau de Clotaire a disparu.

Le royaume des Francs en 561 après sa division en sous-royaumes.

 On lui prête ces dernières paroles sur son lit de mort :

« Hélas ! Quel est donc ce Roi du Ciel qui fait mourir ainsi les plus puissants Rois de la Terre ! »

— Grégoire de Tours, Histoires, livre IV, 21.

### Succession
L'héritage patrimonial est partagé :
- Caribert reçut l'ancien royaume de Childebert Ier, situé entre la Somme et les Pyrénées[109], ayant Paris pour capitale et comprenant le bassin parisien, l'Aquitaine et la Provence ;
- Gontran reçoit la Burgondie avec une partie du royaume d'Orléans dans laquelle il installe sa capitale ;
- Sigebert reçoit le royaume de l'Est avec comme capitale Reims puis Metz ;
- Chilpéric reçoit les territoires au nord, le royaume de Soissons[20].

## L'édification du monachisme féminin
Clotaire finance la construction du monastère Sainte-Croix de Poitiers dans lequel se replie Radegonde et fait transférer les reliquaires que la reine a accumulés lors de son séjour auprès du roi jusqu'au monastère de Sainte-Croix.

## Mariages et descendance de Clotaire

### Historique
Selon Grégoire de Tours, « Le roi Clotaire a eu sept fils de diverses femmes, à savoir : d’Ingonde il eut Gonthier, Childéric, Charibert, Gontran, Sigebert, et une fille, nommée Clodoswinthe ; d'Arnegonde, sœur d'Ingonde, il eut Chilpéric ; et de Chunsine, il eut Chramn ».

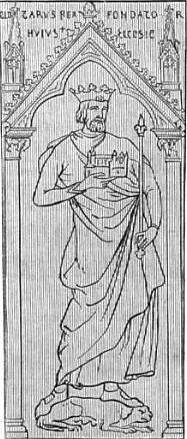
Sépulture de Clotaire.

Donc, vers 516, à environ vingt ans, il épouse Ingonde qui doit être une esclave du domaine royal. Elle lui donne pour fils Gonthier vers 517, Childéric vers 518, Caribert vers 519, Gontran vers 528 et Sigebert en 535. Ils ont également une fille nommée Clodoswinthe. Sa mort survient bien au-delà de l'année 536.
Clotaire se marie également avec Chunsine, probablement sa deuxième reine avec qui il a un fils nommé Chramn entre 520 et 540.
En 524, il épouse la reine franque Gondioque, veuve de son frère aîné Clodomir. Elle lui donne deux fils nommés Gondebaud et Gothard et une fille appelée Clodeswinthe.
Entre 525 et 527, il épouse Arnegonde qui lui donne un fils, Chilpéric.
En 538, il se marie avec la princesse thuringienne Radegonde dont il n'aura aucun enfant.
En 555 enfin, il épouse la princesse lombarde Vuldetrade, veuve de son petit-neveu Thibaut. Elle est ensuite répudiée.
Une femme, qui était d'un rang plutôt aisé, présente son fils nommé Gondovald, né à la fin des années 540 ou au début des années 550, comme un fils de Clotaire. Clotaire « ayant semé des enfants dans toute la Gaule », il s'agit là d'une « affirmation aussi plausible qu'invérifiable » car si la mère le certifie, Clotaire lui-même doute de cet enfant. Il reçoit une éducation littéraire et se laisse pousser les cheveux, signe de son appartenance royale. Sa mère l'amène à la cour du roi Childebert Ier à qui elle certifie qu'il s'agit de son neveu. Childebert, n'ayant pas de descendant mâle, accepte de le garder à ses côtés mais Clotaire le réclame. Il refuse cependant de le reconnaître comme son fils et le fait tondre préférant le garder en vie au cas où Gondovald serait vraiment son fils.
Une fausse généalogie trouvée dans les trophées de Brabant, réalisée au IXe siècle durant le règne de Charles le Chauve, invente une fille de Clotaire nommée Blithilde qui se serait unie à Ansbert de Rouen, fils de Ferréol III. De ce mariage, serait né le duc Arnoald, père d'Arnoul de Metz, rattachant ainsi les dynasties mérovingienne et carolingienne, faisant ainsi croire que les Carolingiens régnaient par droit d'hérédité, mais aussi en les rattachant aux populations romaines par leur filiation avec la famille sénatoriale des Ferreoli.

Bagues de trois des épouses de Clotaire Ier
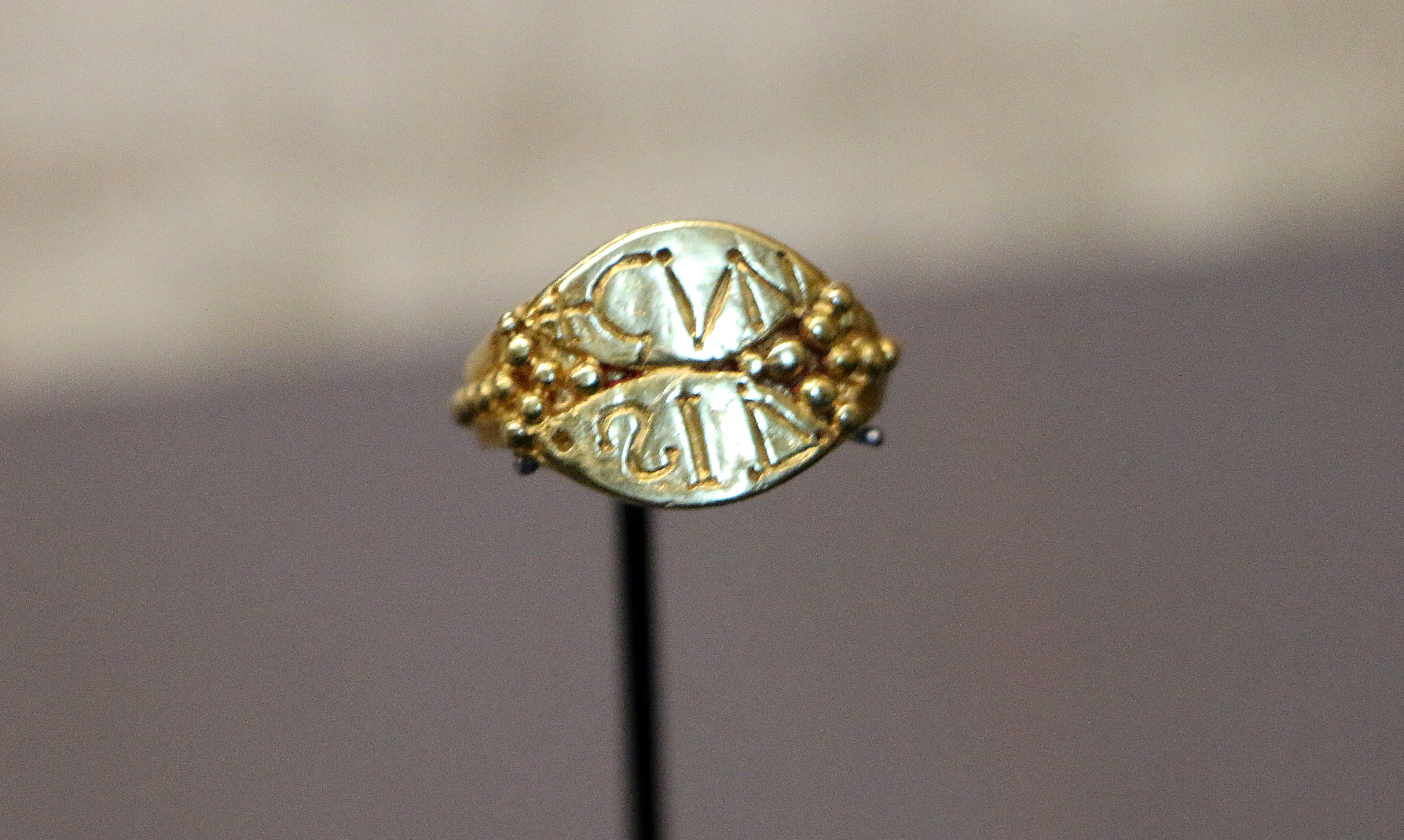
Bague d'Ingonde, épousée vers 516.
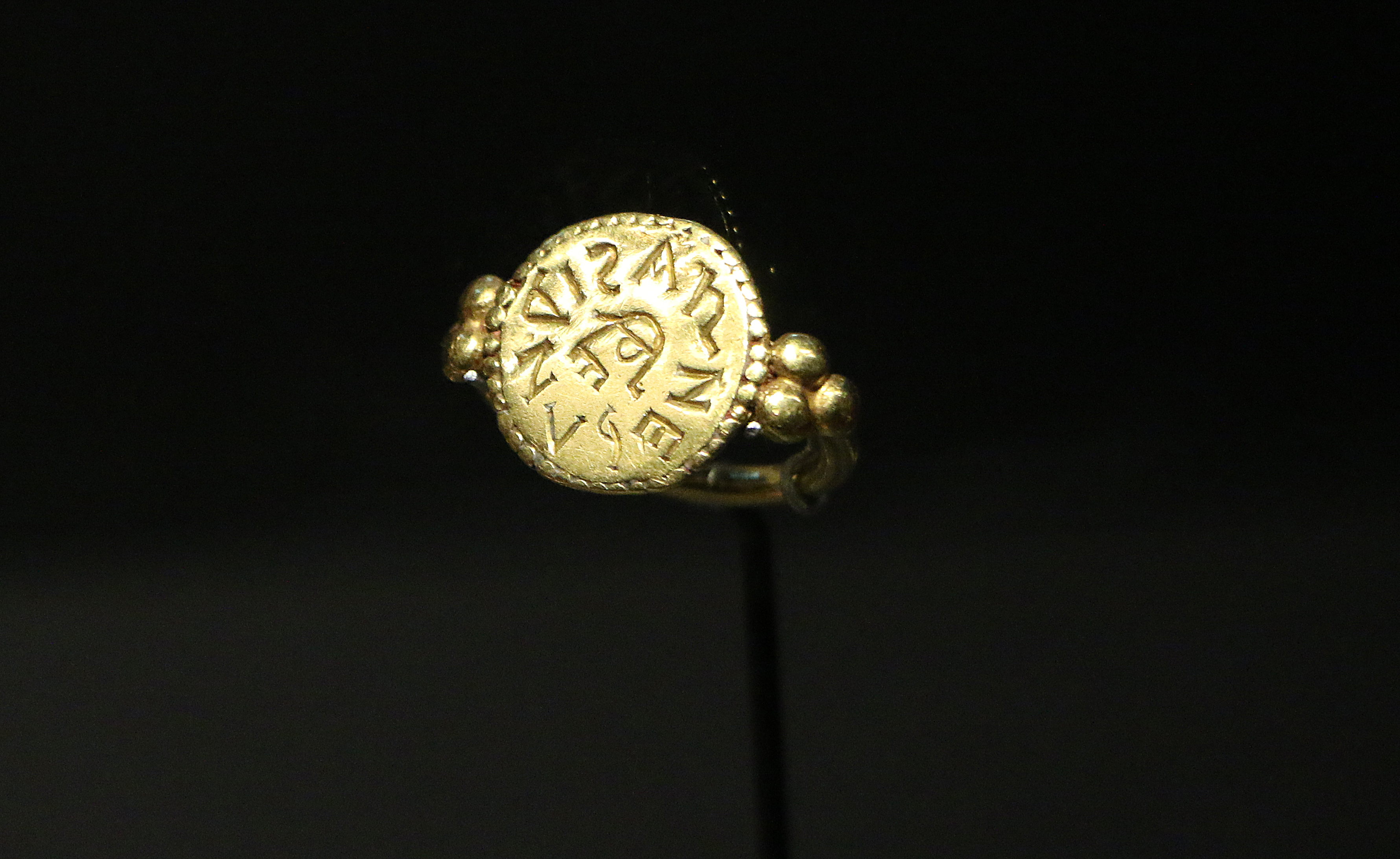
Bague d'Arégonde, épousée entre 525 et 527.
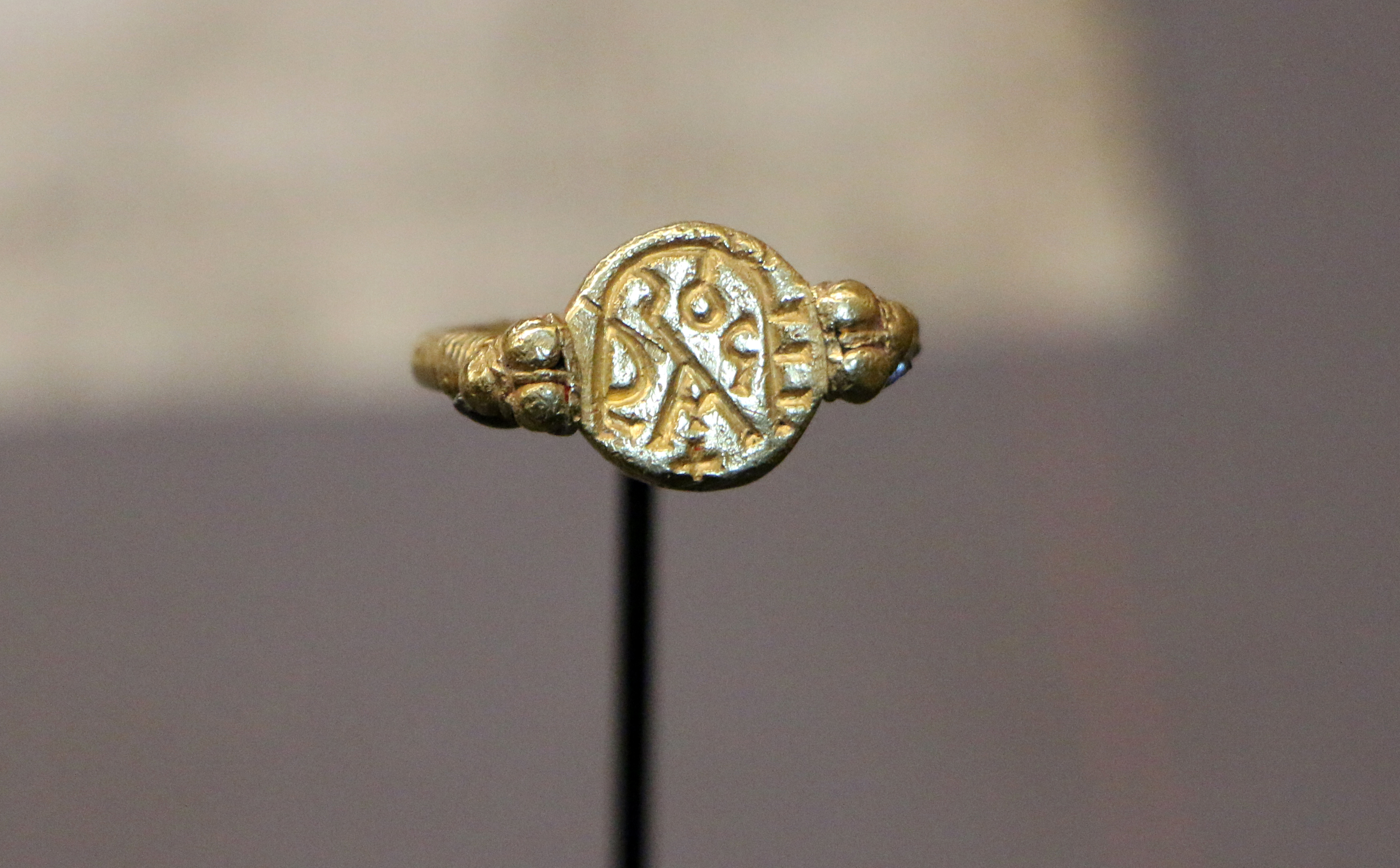
Bague de Radegonde, épousée en 538.

## Représentations dans les arts

### Télévision
- 1991 : L'Enfant des loups, téléfilm franco-espagnol de Philippe Monnier, avec Maurice Barrier dans le rôle de Clotaire.